# Buddy Landel
William Fritz Ensor (Knoxville, 14 agosto 1961 – Chilhowie, 22 giugno 2015) è stato un wrestler statunitense, conosciuto per aver combattuto con il ring name "Nature Boy" Buddy Landel.

## Carriera

### Inizi (1979-1981)
Ensor esordì nel wrestling nel 1979. Nel 1980 lottò nella International Championship Wrestling di proprietà di Angelo Poffo.

### National Wrestling Alliance (1981-1986)
Debuttò nel maggio 1981 nella Mid-South Wrestling di Bill Watts, sconfiggendo Kelly Kiniski a New Orleans. Nella compagnia ebbe vari feud con wrestler quali Ken Mantell, Carl Fergie, Jake Roberts e The Great Kabuki. Il 18 agosto 1981 ricevette la prima opportunità titolata, ma fu sconfitto dal Mississippi Champion Bob Orton. Il 29 settembre 1981, in coppia con Jim Garvin, sfidò senza successo i campioni MSW Tag-Team The Wild Samoans, e dopodiché si trasferì alla Mid-Atlantic Championship Wrestling.
Nella Mid-Atlantic sconfisse Mike Miller, ed ebbe numerosi confronti con Charlie Fulton, Mike Miller e Jeff Sword, dai quali uscì vittorioso.
Landel tornò nella Mid-South Wrestling il 3 marzo 1982, sconfiggendo Bob Orton in un match svoltosi a Baton Rouge, Los Angeles. Rimase nella federazione di Bill Watt per qualche mese, affrontando Rick Ferrara, Paul Orndorff e One Man Gang. Quindi Landel si spostò nella Continental Wrestling Association. In coppia con Mike Graham, sconfisse Spike Huber e Mr. Electricity Steven Regal per doppio countout. Dopo vari mesi trascorsi nella CWA, Landel fece ritorno alla MSW per poi dividersi tra varie compagnie affiliate alla National Wrestling Alliance, incluse Mid South, CWA e Houston Wrestling.
L'8 marzo 1983 si recò a Porto Rico nella Capitol Sports Promotions dove sconfisse Pierre Martel e conquistò il titolo WWC North American Heavyweight. Si trattò della prima cintura per Landel, che detenne fino al 25 giugno 1983 quando la perse contro Pedro Morales a Guaynabo, Porto Rico. Quell'estate Landel sconfisse Dutch Mantell e vinse l'NWA Mid-America Heavyweight Championship a Memphis. Perse il titolo il 29 agosto 1983 contro Koko B. Ware, per poi riconquistarlo pochi giorni dopo e perderlo nuovamente in favore di Terry Taylor nel dicembre 1983.
Nel 1985 tornò nella Mid Atlantic Championship Wrestling (Jim Crockett Promotions), sconfiggendo Denny Brown all'evento MACW Title Night '85 svoltosi il 6 marzo a Raleigh, Carolina del Nord. Landel si unì alla stable capeggiata dal manager James J. Dillon, e il 29 marzo 1985 sfidò senza successo Magnum T.A. per lo United States Heavyweight Championship. Il 15 giugno Buddy Landel affrontò "Nature Boy" Ric Flair per l'NWA World Heavyweight Championship, ma non riuscì a sconfiggere il campione. All'evento Starrcade '85 conquistò l'NWA National Heavyweight Championship battendo Terry Taylor a Greensboro, Carolina del Nord.
Originariamente, Landel avrebbe dovuto vincere l'NWA World Heavyweight Championship da Flair, ma a causa di contrasti con la dirigenza della Jim Crockett Promotions, egli lasciò la federazione dopo aver perso il titolo National Heavyweight Championship contro Dusty Rhodes il 19 dicembre 1985.
Riapparve nella Continental Wrestling Association il 4 gennaio 1986 e sconfisse David Haskins. Diciassette giorni dopo vinse il CWA Mid-America Heavyweight Championship strappandolo a Koko B Ware, anche se il regno fu di breve durata perché Landel venne sconfitto da Dirty Rhodes il 2 di febbraio. Landel riconquistò la cintura sedici giorni dopo e la mantenne fino al 7 aprile, quando la perse con Dutch Mantell. Il 19 aprile 1986, in coppia con Bill Dundee, prese parte alla Jim Crockett Sr. Memorial Cup. Il duo venne sconfitto al primo round da Steve Williams e Terry Taylor. Il 2 giugno 1986 sconfisse l'ex partner Bill Dundee e conquistò l'AWA Southern Championship nel corso di un barbed wire match svoltosi a Memphis, Tennessee. Rese vacante la cintura quello stesso mese, per poi rivincerlo nella finale di un torneo sconfiggendo The Flame (Roger Smith).
Il 27 luglio 1986 Buddy Landel tornò nella Mid Atlantic Championship Wrestling e sconfisse George South. Il 12 luglio a World Championship Wrestling, l'annunciatore Tony Schiavone condusse un'intervista a Buddy Landel nella quale egli affermò di essere l'unico e solo vero "Nature Boy" e non Ric Flair, che a suo dire aveva copiato la sua gimmick. Mentre Landel rimaneva imbattuto sconfiggendo avversari quali Rocky King, Sam Houston e Todd Champion; Flair non rispose alle provocazioni fino alla puntata del 6 settembre di NWA Pro, dove definì Landel "una nullità" a suo confronto. Tuttavia, in questo periodo non ci fu nessun match ufficiale tra i due, e Landel affrontò invece Magnum TA e Ron Garvin, in due incontri terminati in pareggio.

### Universal Wrestling Federation (1986)
Il 10 ottobre 1986 arrivò nella Universal Wrestling Federation di Bill Watts e sconfisse Jeff Raitz nel corso di un house show a Tulsa, Oklahoma. Landel rimase imbattuto, sconfiggendo Joe Savoldi, Jeff Gaylord e Chavo Guerrero.

### Continental Championship Wrestling (1987)
Nel febbraio 1987 si trasferì nella Continental Championship Wrestling, dove conquistò l'NWA Southeastern Heavyweight. Durante la prima metà dell'anno, si scontrò con "The Tennessee Stud" (Ron Fuller) e Wendell Cooley.

### American Wrestling Association (1987)
Il 18 settembre 1987 entrò nella American Wrestling Association di Verne Gagne. Nel primo incontro disputato sconfisse ML Williams a Las Vegas, Nevada. La sua permanenza fu di breve durata e durò solo altri pochi match, nei quali sconfisse Lance Allen e Chris Bassett.

### All Japan Pro Wrestling (1988)
Nel gennaio 1988 Buddy Landel si recò in Giappone per lottare nella All Japan Pro Wrestling. La sua prima apparizione si ebbe all'evento "All Japan Pro Wrestling 100 Million Yen Capture 16 Man Battle Royal" svoltosi a Tokio, Giappone. Durante la tournée Landel affrontò Akira Taue, Tiger Mask, Akio Sato, Hiroshi Wajima, John Tenta (Earthquake) e Jumbo Tsuruta.

### Continental Wrestling Association (1988-1990)
Tornò ancora una volta nella CWA il 1º agosto 1988 e sfidò senza successo il campione AWA World Heavyweight Jerry Lawler a Memphis. Mentre lottava nella CWA, Landel lavorò anche per la Capitol Sports Promotions di Porto Rico, e il 20 agosto sconfisse TNT (Savio Vega) conquistando il titolo WWC Caribbean Heavyweight Championship. Detenne la cintura fino al 17 settembre quando TNT la riconquistò. In seguito Landel tornò nella CWA e rimase nella compagnia durante il periodo di transizione che portò alla United States Wrestling Association.

### World Championship Wrestling (1990-1991)
Il 9 giugno 1990 durante una puntata di NWA Pro, Lance Russell condusse un'intervista nel backstage con Buddy Landel e parlò del suo ritorno nella National Wrestling Alliance. Più tardi quella sera, sconfisse Paul Drake per schienamento. Cominciò quindi una serie di confronti con "Captain" Mike Rotundo nel corso di diversi hiuse show, ma senza mai prevalere. Landel fece la sua prima apparizione in ppv a Great American Bash 1990, perdendo contro Brian Pillman. Quindi affrontò Tom Zenk e Tommy Rich in una serie di match. Il 5 settembre fu sconfitto da Mike Rotundo a Clash of the Champions XII "Fall Brawl: Mountain Madness".

In seguito annunciò di meritarsi un'opportunità al titolo, e nonostante fu sconfitto da Terry Taylor la settimana dopo, pretese ugualmente una title shot. Alla fine si scontrò con la sua vecchia nemesi Ric Flair in quella che venne definita la "Battle of the Nature Boys". Lottò con Flair in un "Gauntlet match" che fu trasmesso il 24 novembre 1990. La storyline fu accantonata tre mesi dopo a causa dei problemi di droga di Landel. All'inizio del 1991, fu preso in considerazione come membro della stable The York Foundation di Alexandra York. Venne licenziato dalla WCW nel 1991 dopo aver aggredito un portiere di hotel.

### Smoky Mountain Wrestling (1991-1992)
Buddy Landel entrò nella nuova federazione Smoky Mountain Wrestling di Jim Cornette in occasione del debutto televisivo della stessa il 27 novembre 1991 a Morristown, Tennessee. Landel dichiarò di avere rifiutato altre proposte da parte di federazioni più note per potere andare a "far male davvero" ai suoi avversari nella SMW. Lottò nel suo primo match solo il 18 aprile 1992; dove sconfisse Reno Riggins. In primavera Landel ebbe un feud di scarso successo con Tim Horner.

### United States Wrestling Association (1992-1994)
Tornò nella USWA il 17 agosto 1992, dove insieme a Brian Christopher,  Eddie Gilbert e Doug Gilbert, sconfisse Bill Dundee, The Rock 'n' Roll Express e Tommy Rich. Il 22 novembre 1993 battendo Jeff Jarrett conquistò il vacante USWA Heavyweight Championship. Perse la cintura contro Brian Christopher l'11 dicembre 1993. Nel 1994 tentò senza successo di riconquistare il titolo sfidando Tommy Rich e successivamente Sid Vicious.

### Ritorno alla Smoky Mountain Wrestling (1994-1995)
Il 25 dicembre 1994 Landel apparve all'evento "SMW Christmas Chaos 94", sconfiggendo il campione SMW Heavyweight The Dirty White Boy per squalifica. Landel divenne uno dei wrestler principali della compagnia e il suo manager divenne Jim Cornette. Nel 1995 Buddy detenne la cintura SMW Heavyweight Championship e anche quella SMW Television Championship. Nell'agosto 1995 partecipò al film Box of Moonlight, apparendo in una scena mentre lottava con Headbanger Thrasher. Landel rimase nella federazione fino a quando essa fallì alla fine del 1995.

### World Wrestling Federation (1995-1996, 1997)
Dopo che Cornette chiuse la SMW, sia Cornette sia Landel passarono alla World Wrestling Federation. Lavorando senza contratto, Landel cominciò a lottare nella WWF il 17 dicembre 1995 all'evento In Your House 5: Seasons Beatings. Fu il suo unico match WWF in pay-per-view, e perse con Ahmed Johnson. Egli continuò ad adottare una immagine simile a Ric Flair, arrivando anche ad utilizzare la stessa musica d'ingresso di Flair. Debuttò a Raw la sera successiva, dove sconfisse Bob Holly. Sconfisse anche Matt Hardy il 23 dicembre 1995 a Superstars. Fu proprio dopo questo match che Landel riportò un serio infortunio fuori dall'arena, scivolando sul ghiaccio. Rimase fermo per sei mesi.
Tornò in WWF il 20 febbraio 1997 per un'unica apparizione, affrontando TL Hopper in un match.

### World Championship Wrestling (1997)
Buddy Landell tornò in WCW il 24 giugno 1997 e lottò con Bill Goldberg nel suo match di debutto. Per anni si è vociferato che questo incontro fosse stata la "leggendaria prima sconfitta di Goldberg"; in realtà Goldberg aveva perso in precedenza un dark match con Chad Fortune.

### World Wrestling Federation (1998, 1999)
Il 19 maggio 1998 lottò in un dark match con Edge. Nel 1999, Landel lottò in altri due match nel corso dello show Shotgun Saturday Night, il primo il 20 febbraio contro The Godfather e il secondo il 27 febbraio contro Triple H.

### Periodo successivo (1996-2010)
Dopo aver lasciato la WWF per curarsi un infortunio ai quadricipiti, Landel cominciò a lottare nella scena indipendente, apparendo inizialmente nella Tennessee Mountain Wrestling. Landel tornò anche nella World Wrestling Council. Nel 1997 e 1998 lottò in numerose compagnie regionali, incluse IWA Mid-South, Ohio Valley Wrestling, NWA New Jersey e National Wrestling League. Si ritirò dal ring nel 2003 dopo un match dove insieme a Jerry Lawler e Jimmy Valiant sconfisse Bill Dundee, Mabel e Jimmy Hart nella Memphis Wrestling, il 28 settembre 2003. Nel 2005 lavorò per la NWA Rocky Top a Knoxville come commentatore tv insieme a Tony Basilio. Dopo un'assenza di sei anni dal ring, Landel tornò a combattere all'evento XCW Mid-West Legends Of The Louisville Gardens il 3 marzo 2009, contro Flash Flanagan per il titolo XCW Heavyweight Championship. Il 24 ottobre 2009 Landel apparve al TWA Reunion Show a Vorhees, New Jersey. Detentore della cintura TWA Heavyweight Championship, perse il titolo in favore di Glen Osbourne.
Il 27 agosto 2011 Landel fu introdotto nella Legends Pro Wrestling Hall of Fame. Lottò l'ultimo match all'evento NWA Wrestle Birmingham The Big Bang svoltosi il 19 novembre 2010, dove insieme a Cameron Valentine e Greg Valentine affrontò Brutus Beefcake, Brickhouse Brown e Jake Roberts.

## Morte
Il 21 giugno 2015, Landel restò coinvolto in un incidente d'auto. Dimesso dall'ospedale qualche tempo dopo, fece ritorno alla sua abitazione di Chilhowie, Virginia. La moglie Donna lo trovò senza vita la mattina seguente.

## Personaggio
- Mosse finali
  - Corkscrew elbow drop – Innovatore
  - Figure four leglock
- Manager
  - Scotty Ace
  - Paul Adams
  - Skandor Akbar
  - Andy Kaufman
  - Jim Cornette
  - Jimmy Hart
  - James J. Dillon[39]
  - The Duke
  - Bill Dundee
  - Lori Fullington
  - Ronald Gossett
  - Dawn Marie
  - Sherri Martel
  - Ron Slinker
  - Patricia Steinman
  - Billy The P
  - Johnny Angel
  - Kim Birchfield
  - Frankie Fargo
  - Eddie Adamson
  - Brittany Diamond
- Soprannome
  - "Nature Boy"
- Musiche d'ingresso
  - I'm Too Sexy dei Right Said Fred (SMW, 1992)
  - Also Sprach Zarathustra di Dr. Pop & Mr. Strauss (SMW, 1994–1995)
  - Gimme Back My Bullets dei Lynyrd Skynyrd (SMW, 1995)

## Titoli e riconoscimenti
- American Independent Wrestling Federation
  - AIWF Heavyweight Championship (1)[50]
  - AIWF Hall Of Fame (Classe del 2016)
- American Wrestling Federation
  - AWF Heavyweight Championship (1)[50]
- Extreme Coastal Championship Wrestling
  - ECCW Heavyweight Championship (1)[50]
- Georgia Championship Wrestling
  - NWA National Heavyweight Championship (1)
- Independent Professional Wrestling Alliance
  - IPWA Heavyweight Championship (1)[50]
- Independent Wrestling Alliance
  - IWA Heavyweight Championship (1)[50]
- Independent Wrestling Association Mid-South
  - IWA Mid-South Heavyweight Championship (1)[51]
- Legends Pro Wrestling
  - LPW Hall of Fame (Classe del 2011)
- Mid-Atlantic Wrestling Alliance
  - MAWA National Heavyweight Championship (1)[50]
- Mid-South Wrestling Association
  - Mid-South Television Championship (1)
- New Dimension Wrestling
  - NDW Heavyweight Championship (2)[50]
- NWA Mid-America / Continental Wrestling Association
  - AWA Southern Heavyweight Championship (2)
  - NWA Mid-America Heavyweight Championship (4)
- NWA New Jersey
  - NWA United States Tag Team Championship (1) – con Doug Gilbert
- Pro Wrestling Illustrated
  - 72º nella lista dei migliori 500 wrestler singoli nei PWI Years del 1995
- Southeastern Championship Wrestling
  - NWA Southeast Continental Heavyweight Championship (1)
- Smoky Mountain Wrestling
  - SMW Heavyweight Championship (1)[52]
  - SMW Beat the Champ Television Championship (1)[52]
- Southeastern Championship Wrestling
  - SCW Heavyweight Championship (1)[50]
- Southern States Wrestling
  - SSW Heavyweight Championship (1)
  - SSW Tag Team Championship (1) – con Beau James
  - Kingsport Wrestling Hall of Fame (Classe del 2001)[53]
- Tennessee Mountain Wrestling
  - TMW Heavyweight Championship (2)[50]
- Tri-State Wrestling Alliance
  - TWA Heavyweight Championship (1)[50]
- United Atlantic Championship Wrestling
  - UACW Tag Team Championship (2) – con Big Jesse[50]
- United States Wrestling Association
  - USWA Heavyweight Championship (1)
- USA Wrestling
  - USA Tennessee Heavyweight Championship (2)[50]
- World Wrestling Council
  - WWC Caribbean Heavyweight Championship (1)
  - WWC Caribbean Tag Team Championship (1) – con Terry Gibbs
  - WWC North American Heavyweight Championship (1)
  - WWC North American Tag Team Championship (1) – con Terry Gibbs
- Altri titoli
  - NCW Heavyweight Championship (1)
  - UAW Tag Team Championship (1) – con Jesse Landell